# Vlag van Klarenbeek

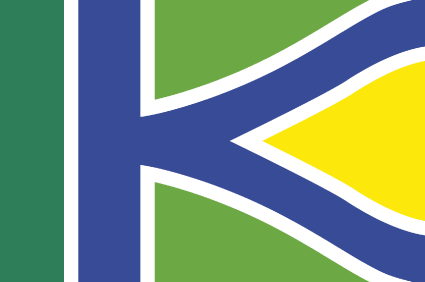
Dorpsvlag Klarenbeek

De vlag van Klarenbeek werd in 2022 door het Nederlandse dorp Klarenbeek in gebruik genomen.

## Ontwerp
De vlag bestaat uit een grote letter K, omlijnd met wit, groen aan de hijs, groen boven en onder de letter K en geel aan de hijs.

## Symboliek
De blauwe letter K symboliseert de eerste letter van het dorp. In de vlag komen de kleuren uit de gemeentelogo’s van Apeldoorn en Voorst waar het dorp onder valt erin terug; groen aan de broekingzijde uit het gemeentelogo van Apeldoorn en geel aan de vluchtzijde uit het gemeentelogo van Voorst. De blauwe letter K uit de vlag van Gelderland en ook de kleur van de thuistenues van alle voetbal-, volleybal- en handbalteams in het dorp. Blauw staat voor de beek die door Klarenbeek loopt en het groen voor het bos en de weilanden waardoor het dorp ook gekenmerkt wordt.

## Trivia
Op 16 april 1945 is Klarenbeek bevrijd in de Tweede Wereldoorlog en vlagt Klarenbeek jaarlijks de vlag.
Acquoy
· Beekbergen-Lieren
· Beemte Broekland
· Bemmel
· Bennekom
· Bredevoort
· Deil
· Doornenburg
· Ederveen
· Elden
· Emst
· Enspijk
· Epse
· Gameren
· Gellicum
· Groenlo
· Harskamp
· Herwijnen
· Heukelum
· Heveadorp
· Hoenderloo
· Kerkdriel
· Klarenbeek
· Kootwijkerbroek
· Laag-Keppel
· Lathum
· Leuvenum
· Loenen
· Loil
· Meteren
· Netterden
· Oosterhuizen
· Radio Kootwijk
· Rumpt
· Schaarsbergen
· Spijk
· Stroe
· Teuge
· Uddel
· Ugchelen
· Vaassen
· Vierhouten
· Voorthuizen
· Vredenburg/Kronenburg